# Lakiasuo (träsk)
Lakiasuo är ett träsk i Finland. Det ligger i Kouvola i landskapet Kymmenedalen, i den södra delen av landet, 140 km nordost om huvudstaden Helsingfors.